# Armando Escobar
Armando Escobar Carrillo (Santa Rosa, 11 de julio de 1931-Oruro, 16 de mayo de 2017) fue un futbolista boliviano que se desempeñó como centrocampista, jugó la mayor parte de su carrera en San José, del cual es considerado uno de sus mayores ídolos y referentes, por su identificación con el equipo.

## Biografía
Armando Escobar nació en Santa Rosa, en el departamento de Cochabamba, Bolivia el 11 de julio de 1931. Sus padres fueron Carlos Escóbar Arévalo y Venancia Carrillo Pozo. Fue el mayor de cinco hermanos Justo, Benedicta, Betty y Bertha.
Se casó con Esther Alarcón con la que tuvo tres hijos; Gladys, Ana María y Armando.

## Trayectoria

### Orígenes
Por cuestiones del trabajo de su padre se trasladaron a Machacamarca, en el departamento de Oruro en 1932.
Comenzó a jugar a sus 16 años para La Fraternidad Donald y en 1949 es transferido al American Machacamarca, club en el que permaneció hasta 1952.

### San José
Escobar fue transferido a San José de Oruro en 1953, empezó jugando como interior derecho, allí se encontró con grandes jugadores como los hermanos Humberto y Jacinto Murillo, Juan Pedro Valdivia, Óscar Bellot, Benjamín Maldonado, Luis Peláez, entre otros. Conformó unos de los mejores equipos del fútbol boliviano durante los años 1950, y que fue bautizado como «Los Húngaros», por su semejanza con la selección húngara, considerada una de las mejores de la época.
Su debut en fue el 23 de mayo de 1954, en el Torneo Integrado frente al Bolívar.
Con su llegada San José fue campeón del Torneo Integrado 1955 y se lo catálogo como uno de los mejores jugadores del país, a la par de Víctor Agustín Ugarte y Asuberto García.
Escobar permaneció durante 17 años jugando para San José hasta que dejó el fútbol en 1971.
En 1961 reforzó a Jorge Wilstermann en la Copa de Campeones de América. Debutó en competiciones internacionales el 30 de abril en la victoria 3 a 2 ante Independiente Santa Fé de Colombia.

## Selección nacional

Armando Escobar (número 10) durante el encuentro entre vs. en 1961.

Escobar jugó para la selección boliviana en 5 ocasiones entre 1957 y 1962, convirtiendo un gol en la Copa Paz del Chaco.
En 1963 no fue convocado para disputar el Campeonato Sudamericano 1963 por una disputa con el entrenador Danilo Alvim.

## Clubes
| Club                       | País    | Año         |
| -------------------------- | ------- | ----------- |
| American Machacamarca      | Bolivia | 1949 - 1952 |
| San José                   | Bolivia | 1953 - 1971 |
| Jorge Wilstermann (cedido) | Bolivia | 1961        |

## Palmarés

### Títulos nacionales
| Título           | Club     | País    | Año  |
| ---------------- | -------- | ------- | ---- |
| Primera División | San José | Bolivia | 1955 |

### Títulos regionales
| Título            | Club     | País    | Año  |
| ----------------- | -------- | ------- | ---- |
| Primera "A" (AFO) | San José | Bolivia | 1953 |
| Primera "A" (AFO) | San José | Bolivia | 1954 |
| Primera "A" (AFO) | San José | Bolivia | 1964 |
| Primera "A" (AFO) | San José | Bolivia | 1968 |
| Primera "A" (AFO) | San José | Bolivia | 1969 |
| Primera "A" (AFO) | San José | Bolivia | 1970 |

## Fallecimiento
Armando Escobar falleció en la ciudad de Oruro el 16 de mayo de 2017 a sus 85 años de edad.

## Homenajes
En reconocimiento a su legado, el estadio del barrio San José en Oruro lleva su nombre: Estadio San José "Armando Escobar Carrillo". Fue inaugurado con ese nombre el 24 de marzo de 2013 en un homenaje realizado en vida al Chueco.